# Robert Bortuzzo
Robert Bortuzzo (Thunder Bay, 18 marzo 1989) è un hockeista su ghiaccio canadese, di ruolo difensore in forza ai St. Louis Blues, squadra della National Hockey League.